# Cyclocypris sharpei
Cyclocypris sharpei är en kräftdjursart som beskrevs av N. C. Furtos 1933. Cyclocypris sharpei ingår i släktet Cyclocypris och familjen Cyprididae. Inga underarter finns listade i Catalogue of Life.